# Moita (Sabugal)
Moita ist ein Ort und eine ehemalige Gemeinde (Freguesia) im portugiesischen Kreis Sabugal. Die Gemeinde hatte 103 Einwohner (Stand 30. Juni 2011).
Am 29. September 2013 wurden die Gemeinden Moita und Santo Estêvão zur neuen Gemeinde União das Freguesias de Santo Estêvão e Moita zusammengeschlossen.